# Emanuel Poku
Emanuel Poku (19 luglio 2005) è un calciatore olandese, attaccante dell'Almere City.

## Biografia
È fratello di Ernest Poku, a sua volta calciatore professionista.

## Carriera
È cresciuto nel settore giovanile dell'Almere City, con cui dal 2023 al 2025 ha giocato nella squadra riserve nella terza divisione olandese; sempre con questo club ha firmato il suo primo contratto professionistico, il 24 maggio 2024; ha poi debuttato in prima squadra il 16 agosto 2024 seguente nell'incontro della prima divisione olandese perso 3-0 contro il Fortuna Sittard. Nel prosieguo della stagione, che la sua squadra ha terminato all'ultimo posto in classifica (e quindi con una retrocessione in seconda divisione), ha poi giocato ulteriori 3 partite di campionato.

## Statistiche

### Presenze e reti nei club
Statistiche aggiornate al 25 febbraio 2025.
| Stagione        | Squadra          | Campionato      | Campionato | Campionato | Coppe nazionali | Coppe nazionali | Coppe nazionali | Coppe continentali | Coppe continentali | Coppe continentali | Altre coppe | Altre coppe | Altre coppe | Totale | Totale | Totale |
| Stagione        | Squadra          | Comp            | Pres       | Reti       | Comp            | Pres            | Reti            | Comp               | Pres               | Reti               | Comp        | Pres        | Reti        | Pres   | Reti   |        |
| --------------- | ---------------- | --------------- | ---------- | ---------- | --------------- | --------------- | --------------- | ------------------ | ------------------ | ------------------ | ----------- | ----------- | ----------- | ------ | ------ | ------ |
| 2023-2024       | Jong Almere City | 2D              | 15         | 7          | -               | -               | -               | -                  | -                  | -                  | -           | -           | -           | 15     | 7      |        |
| 2024-2025       | Jong Almere City | 2D              | 18         | 11         | -               | -               | -               | -                  | -                  | -                  | -           | -           | -           | 18     | 11     |        |
| 2024-2025       | Almere City      | ED              | 4          | 0          | CO              | 0               | 0               | -                  | -                  | -                  | -           | -           | -           | 4      | 0      |        |
| Totale carriera | Totale carriera  | Totale carriera | 37         | 18         |                 | 1               | 0               |                    | -                  | -                  |             | -           | -           | 37     | 18     |        |